# Équipe d'Australie féminine de football
Cet article traite de l'équipe féminine. Pour l'équipe masculine, voir Équipe d'Australie de football.
Maillots
L'équipe d'Australie féminine de soccer (anglais : Australia women's national soccer team) est constituée par une sélection des meilleures joueuses australiennes sous l'égide de la Fédération d'Australie de football. À la suite de l'affiliation à l'AFC en 2006, l'Australie participe aux compétitions asiatiques, abandonnant les compétitions océaniques.
Surnommées les Matildas, les Australiennes ont notamment été 4e des Jeux olympiques de Tokyo en 2021 et de la Coupe du monde 2023 disputée à domicile. Elles ont aussi remporté la Coupe d'Asie des nations en 2010 et ont été finalistes de cette compétition à trois autres reprises. Avant 2006, l'Australie participait à la Coupe d'Océanie féminine de football, qu'elle a gagnée trois fois.

## Histoire
L'Australian Women's Soccer Association (AWSA) a été fondée en 1974 et une équipe australienne représentative a participé au championnat féminin de l'AFC en 1975. Cette équipe a été officiellement reconnue en mai 2023, avec les 16 membres de l'équipe officiellement récompensés. Pat O'Connor était capitaine de cette équipe et son mari Joe en était l'entraîneur. Elles ont terminé troisième du tournoi qui a depuis été reconnu comme la première Coupe d'Asie.
Une équipe nationale composée principalement de joueuses de la Nouvelle-Galles du Sud et de l'Australie-Occidentale est formée en 1978. Le premier tournoi auquel elle participe est un tournoi amical à Taïwan. Les Australiennes sont alors entraînées par Jim Selby et leur capitaine est Connie Selby. L'équipe affronte principalement des clubs, et ces matches ne sont pas comptés comme officiels.
Avant 2023, les premiers matches considérés alors comme officiels sont disputés l'année suivante, en 1979, avec une triple confrontation amicale face à la Nouvelle-Zélande. Julie Dolan, la capitaine australienne, n'a que 18 ans. Le premier match considéré à l'époque comme officiel est disputé le 6 octobre 1979 au Seymour Shaw Park de Sydney et se solde par un match nul 2-2.
L'Australie est invitée en 1988 au tournoi pilote organisé par la FIFA en Chine pour préparer la création de la coupe du monde féminine. La sélection n'a que très peu de moyens, et les joueuses, qui ont toutes un travail ou des études en parallèle, ne se retrouvent à l'entraînement qu'une semaine avant le tournoi. Les joueuses doivent payer chacune 850$ pour couvrir les frais de participation.
La sélection australienne dispute principalement des matches amicaux lors de sa première décennie d'existence, et passe même deux années sans disputer le moindre match, en 1992 et 1993. Cette situation change avec leur première participation à une coupe du monde, en 1995, puis avec les Jeux olympiques à domicile à Sydney en 2000. Le football féminin n'est alors un sport olympique que depuis les jeux précédents, en 1996, et ce statut lui offre une nouvelle reconnaissance, ainsi que de nouvelles sources de financement de la part des fédérations sportives. Les Matildas, étant qualifiées automatiquement pour les Jeux de Sydney en tant qu'équipe hôte, profitent de cet événement comme d'un tremplin pour se développer.
L'Australie remporte sa première coupe d'Asie en 2010, en battant en finale la Corée du Nord aux tirs au but.
Lors de la coupe du monde 2015, le tournoi est élargi à 24 équipes, et voit l'apparition de huitièmes de finale. L'Australie y affronte le Brésil, et remporte à cette occasion son premier match à élimination directe en coupe du monde, avec une victoire 1-0 (but de Kyah Simon). Elle est éliminée au tour suivant par le Japon, tenant du titre et futur finaliste de l'épreuve (défaite 0-1).
La même année, les Australiens élisent Steph Catley pour figurer sur la couverture du jeu FIFA 16. La défenseure des Matildas devient la première femme à être ainsi mise en avant par la franchise de jeux vidéos.
En 2019, l'Australie participe à la coupe du monde en France. L'équipe commence le tournoi par une défaite inattendue face à l'Italie (2-1). Lors de son deuxième match de poules, les Matildas affrontent le Brésil, et sont rapidement menées 2-0. Au bord de l'élimination, les Australiennes parviennent alors à revenir au score, puis à s'imposer 3-2, malgré une situation litigieuse sur le troisième but. Une victoire 4-1 contre la Jamaïque envoie l'Australie en huitièmes de finale face à la Norvège. La partie est serrée (1-1 à l'issue du temps réglementaire et des prolongations) et connaît son dénouement à l'issue de la séance des tirs au but, qui s'avère fatidique pour l'Australie (1 TAB à 4), la capitaine et meilleure buteuse Sam Kerr ainsi qu'Emily Gielnik échouant dans leurs tentatives. 
Les Australiennes obtiennent l'égalité salariale avec leurs homologues masculins en novembre 2019.
Début octobre 2020, le Suédois Tony Gustavsson est nommé sélectionneur de l'équipe. Il prend ses fonctions en janvier 2021 et a pour mission de préparer la sélection pour la Coupe du monde 2023, disputée en Australie et en Nouvelle-Zélande.
Aux Jeux olympiques de Tokyo en 2021, les Matildas réussissent leur meilleur parcours, atteignant les demi-finales, mais perdent la petite finale 4-3 contre les États-Unis et échouent donc à remporter une première médaille olympique.
L'année suivante, la coupe d'Asie est un échec pour l'Australie, qui est éliminée dès les quarts de finale par la Corée du Sud (1-0),.
En 2023, l'Australie accueille la coupe du monde féminine de football. Lors du premier tour, l'Australie domine son groupe B en terminant première avec 6 points grâce à 2 victoires (1-0 contre l'Irlande, novice dans la compétition, grâce à un penalty transformé par Steph Catley et 4-0 contre le Canada) contre une défaite surprise face au Nigeria (2-3). Les Matildas s'étaient toutefois fait peur en étant provisoirement 3e de leur groupe avant la dernière journée à la suite de la déconvenue face aux Super Falcons, alors qu'elles avaient pourtant largement dominé les débats mais fait preuve de maladresse sur le plan offensif au contraire des Nigérianes qui ont réussi à être incisives en contre ; arrachant leur qualification pour la phase à élimination directe lors du dernier match en surclassant les Canucks championnes olympiques en titre et profitant du partage des points entre Nigérianes et Irlandaises (0-0) pour chiper la première place. Ce 4-0 représente en outre la plus large victoire australienne en phase finale d'un Mondial. Les protégées de Tony Gustavsson dominent ensuite le Danemark en 1/8e de finale (2-0), ce qui représente seulement le 2e succès de l'Australie en phase à élimination directe d'une Coupe du monde dans son histoire après une victoire 1-0 sur le Brésil en 1/8e de finale en 2015. Les co-organisatrices de la Coupe du monde retrouvent la France en quarts de finale, un adversaire qu'elles avaient affronté quelques jours avant le début du Mondial en match amical (victoire australienne 1-0), pour une place dans le dernier carré. La partie contre les Bleues est âprement disputée, avec des occasions franches et des temps forts de part et d'autre durant l'ensemble du temps réglementaire et des prolongations, sans qu'aucune équipe ne parvienne à trouver la faille (0-0), les Matildas arrachant finalement leur place en demi-finale pour la première fois de leur histoire à l'issue d'une séance de tirs au but interminable - la plus longue de l'histoire en phase finale d'un Mondial - et pleine de rebondissements (7 TAB à 6), après 3 échecs au stade des quarts de finale. L'Australie voit ses rêves de disputer une finale de Coupe du monde devant son public s'envoler au tour suivant face à l'Angleterre, championne d'Europe en titre, qui domine les locaux assez nettement (1-3). Les Matildas enchaînent avec une nouvelle défaite par 2 buts d'écart contre une autre nation européenne majeure, la Suède (0-2), lors de la petite finale et ne peuvent prendre leur revanche face à un adversaire qui les avait battu à 2 reprises (au 1er tour puis en demi-finale) à l'occasion des JO de Tokyo 2021, concluant leur Coupe du monde à domicile à la 4e place.
L'Australie a bénéficié d'une exemption pour le premier tour du Tournoi de qualification olympique féminin de l'AFC 2024 en raison de son classement FIFA. Pour le deuxième tour, elle a joué trois matches à Perth contre l'Iran, les Philippines et Chinese Taipei, avec des victoires 2-0, 8-0 et 3-0, respectivement. Elles passaient au troisième tour pour jouer deux matches à domicile et à l'extérieur contre l'Ouzbékistan, remportant les deux matches (score cumulé de 13-0) et se qualifiant pour les Jeux Olympiques. Pour le Tournoi Olympique, l'Australie était assignée au Groupe B avec l'Allemagne, la Zambie et les États-Unis, et jouait ses matches de groupe du 25 au 31 juillet 2024,. Avec des défaites contre l'Allemagne et les États-Unis et une mauvaise différence de buts, les Matildas ne passaient pas la phase de groupe.

## Surnoms
L'équipe d'Australie féminine de football a d'abord été surnommée « (the) Female Socceroos »,,. Depuis le 7 mai 1995,, son surnom officiel est « (the) Matildas »,,,, en référence à la chanson folklorique Waltzing Matilda, parfois abrégé en Tillies par les supporters. Il a été retenu au terme d'un concours coorganisé par le Special Broadcasting Service (SBS) et l'Australian Women's Soccer Association (AWSA).

## Devise
Depuis 2007, « Never say die » (« Ne jamais s'avouer vaincu(es) ») est la devise de l'équipe.

## Tenues
Depuis mars 2019, les Matildas ont leur propre tenue, différente de celle de leurs homologues masculins.

## Classement FIFA
| Année              | 2003 | 2004 | 2005 | 2006 | 2007 | 2008 | 2009 | 2010 | 2011 | 2012 | 2013 | 2014 | 2015 | 2016 | 2017 | 2018 | 2019 | 2020 | 2021 | 2022 | 2023 | 2024 |
| ------------------ | ---- | ---- | ---- | ---- | ---- | ---- | ---- | ---- | ---- | ---- | ---- | ---- | ---- | ---- | ---- | ---- | ---- | ---- | ---- | ---- | ---- | ---- |
| Classement mondial | 16   | 15   | 15   | 15   | 12   | 14   | 14   | 12   | 10   | 9    | 9    | 10   | 9    | 6    | 4    | 6    | 7    | 7    | 11   | 12   | 12   | 15   |
| Classement AFC     | 4    | 4    | 4    | 4    | 3    | 4    | 4    | 3    | 3    | 2    | 2    | 3    | 3    | 1    | 1    |      | 1    | 1    | 2    | 3    | 3    | 3    |

## Parcours dans les compétitions internationales

### Parcours enCoupe du monde féminine de football

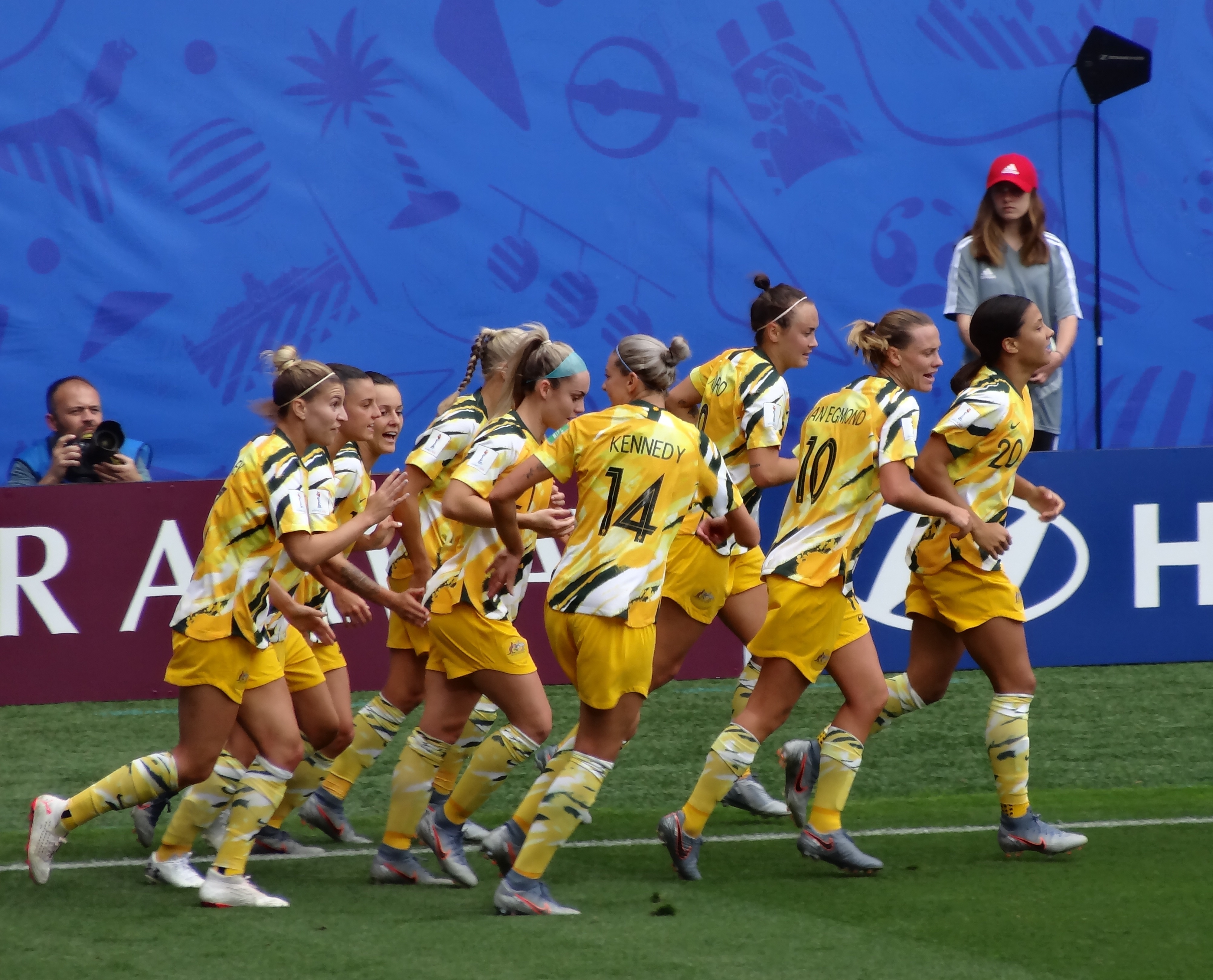
Les Australiennes durant le Mondial 2019.

| Édition | Performance         | J  | V  | N | D  | Bp | Bc |
| ------- | ------------------- | -- | -- | - | -- | -- | -- |
| 1991    | Non qualifiée       | -  | -  | - | -  | -  | -  |
| 1995    | 1er tour            | 3  | 0  | 0 | 3  | 3  | 13 |
| 1999    | 1er tour            | 3  | 0  | 1 | 2  | 3  | 7  |
| 2003    | 1er tour            | 3  | 0  | 1 | 2  | 3  | 5  |
| 2007    | Quarts de finale    | 4  | 1  | 2 | 1  | 9  | 7  |
| 2011    | Quarts de finale    | 4  | 2  | 0 | 2  | 6  | 7  |
| 2015    | Quarts de finale    | 5  | 2  | 1 | 2  | 5  | 5  |
| 2019    | Huitièmes de finale | 4  | 2  | 1 | 1  | 9  | 6  |
| 2023    | 4e                  | 7  | 3  | 1 | 3  | 10 | 8  |
| 2027    | À venir             | -  | -  | - | -  | -  | -  |
| 2031    | À venir             | -  | -  | - | -  | -  | -  |
| 2035    | À venir             | -  | -  | - | -  | -  | -  |
| Total   | 8/9                 | 33 | 10 | 7 | 16 | 48 | 58 |

### Parcours auxJeux olympiques
- 1996 : Non qualifiée
- 2000 : 1er tour
- 2004 : Quart-de-finale
- 2008 : Non qualifiée
- 2012 : Non qualifiée
- 2016 : Quart-de-finale
- 2020 : 4e
- 2024 : 1er tour
- 2028 : À venir
- 2032 : Qualifiée en tant que pays hôte

### Parcours enCoupe d'Océanie féminine de football
- 1983 :  Finaliste
- 1986 :  Finaliste
- 1989 :  3e
- 1991 :  Finaliste
- 1995 :  Vainqueur
- 1998 :  Vainqueur
- 2003 :  Vainqueur

### Parcours enCoupe d'Asie féminine de football
- 1975[Note 1] :  3e
- 1977 : Non membre
- 1980[Note 2] :  3e
- 1981 : Non membre
- 1983 : Non membre
- 1986 : Non membre
- 1989 : Non membre
- 1991 : Non membre
- 1993 : Non membre
- 1995 : Non membre
- 1997 : Non membre
- 1999 : Non membre
- 2001 : Non membre
- 2003 : Non membre
- 2006 :  Finaliste
- 2008 : 4e
- 2010 :  Vainqueur
- 2014 :  Finaliste
- 2018 :  Finaliste
- 2022 : Quarts de finale
- 2026 : Qualifiée en tant que pays hôte
- 2029 : À venir